# كلادس يوسف
كلادس يوسف مذيعة عراقية رائدة عملت في الإذاعة العراقية 40 سنةً، كانت معلمة، ومن طالباتها زها حديد، وفي شهر أيلول سنة 1956 حين دخلت كلادس بناية الإذاعة صارت مذيعة، قالت كلادس "قبل الولوج في عالم الإذاعة الجميل كنت في مرحلة الشباب طالبة مجدة ومجتهدة واحرص دوما على تدوين كل الملاحظات اليومية في كتيب وكان خالي الذي يعيش عندنا قد ساعدني جدا في تدوين كل يومياتي كونه يدرس في كلية الحقوق لعدم وجود كلية في الموصل وقتها وكان يجلب بعض الكتب من الكلية وكنت بمرحلة المتوسطة وكنت اصر على قراءة الكتب رغم اني اجد صعوبة في فهمها لكن اصراري ساعدني على فك لغز الكتب فبدأت أكتب وجدانيات وأرسلها الى الاذاعة عن طريق إحدى صديقاتي واسمها لمياء ابراهيم وكانت تاخذ مشاركاتي للإذاعة وفي يوم طلبتني الاذاعة عن طريق لمياء فترددت كثيرا وخفت لان النظرة كانت للاذاعة تختلف وكان هذا عام 1956 وتفاجات أن الاذاعة كتبت لي طلب الانتماء ولكني اعتذرت واقنعوني أن أحضر فقط ليومين يومي الخميس والجمعة على ما اتذكر ووقتها كانت أجوري جيدة جدا وهي خمسة دنانير حيث كانت الإذاعة تابعة للبريد والبرق وليست مؤسسة مستقلة فباشرت بقسم البرامج فلم اجد صعوبة عندما واجهت المايكرفون كوني امتلك شجاعة أدبية وعندما قدمت الاخبار لاول مرة نالت اعجاب الجميع وكان معي من الزملاء الست سليمة المعروف وإبراهيم الزبيدي الذي التحق من بعدي واتذكر محمد علي كريم ووداد خضر وعبد اللطيف سعدون وكلن الجميع يشارك معي بمسامع تمثيلية .وأتذكر أول برنامج قدمته هو طرائف واغاني ومن البرامج التي اعتز بها جدا قدمته مع العلامة مصطفى جواد واسمه في تاريخ الادب واستمر لسنوات واعطاني معلومات غزيرة."، ثم في الستينات الميلادية أصبحت رئيسةً لقسم المذيعين في إذاعة بغداد، رشحها الدكتور مصطفى جواد لقراءة برنامجه رياض الأدب، ولقبها الجمهور بـ(الكروان)، كلادس مسيحية من سريان العراق، تخرجت من مدرسة الراهبات، اشتهرت بسلامة نطقها العربي وجماله، قال فالح الدراجي "كان العديد من المتابعين يراهنون على عدم وقوعها في أي خطأ لغوي، أو حتى غلطة لفظية، ويكسب المتراهنون الرهان على تألقها".

## ثورة 8 شباط
كانت كلادس في بناية الإذاعة حين أُحضرَ عبد الكريم قاسم هناك وقُتل فيها وقالت كلادس إن ذاك اليوم كان رعباً حقيقياً، و قالت كلادس إنه في ذلك الانقلاب المسمى ثورة 8 شباط سنة 1963، ظهر عليها الخوف، فأراد صالح مهدي عماش أن يطمئنها فقال "خو مو خايفة؟!"(1).

## في الولايات المتحدة
كلادس مقيمة في الولايات المتحدة منذ سنة 1996،(2) قالت في سنة 2021 "حب الاذاعة لايغيب مهما طال الزمن ومهما ابتعدت عن ارض الوطن فهو حب لبيتي باقي ولايغيب هذا البيت الذي كان يجمع الزملاء منهم من غادرنا الى دار الحق ومنهم من يجلس على فراش العافية ومنهم من يستمر بالعمل ومن تقاعد عن العمل، نعم كنا اسرة واحدة نعمل منذ الصباح لغاية الليل بلا ملل او كلل نكسب حب المستمعين ونحترمهم بكل انتمائاتهم وقومياتهم واديانهم الاهم ان يكون مستمعا لاذاعة بغداد". وفي سنة 2020 قال فائز جواد إن كلادس في الولايات المتحدة لها هناك "نشاطات متعددة وعملت في الصحافة فأسست جمعية وأصدرت من خلالها مجلة شهرية توزع مجانا في سان دييغو ولوس أنجلوس وعملت كعضوة تحرير في مجلة الحقيقة مدة خمس سنوات والتي تصدر في ميشيغان ديترويت صاحبها ورئيس تحريرها توفيق نعيم سلمو شقيق الملحن ناظم نعيم وأعدت بعض المقالات في جريدة العراق التي تصدر في لوس انجلوس ، وعضوة في نقابة الصحفيين العرب في لوس انجلوس ،كتبت بعض التحقيقات إلى جريدة بيروت تايمز ونشرتها".

## الهوامش
- «1»: خو مو خايفة معناها "لعلّك غير خائفة؟".
- «2»: في سنة 2011 قال فالح الدراجي إن كلادس مقيمة حينئذ في الولايات المتحدة منذ 15 عاماً.[9]